# Etapas do Tour de France de 2010
Detalhes do prólogo e das vinte etapas do Tour de France 2010.
Características das etapas
- 1 prólogo
- 9 etapas com percurso plano,
- 6 etapas de montanha,
- 4 etapa acidentada,
- 1 provas contra-relógio individual.

Peculiaridades da corrida
- 3 chegadas em montanha
- 2 dias de descanso,
- 51 km de prova contra-relógio individual.

## Prólogo
3 Julho 2010 - Roterdão, 8,9 km

## Etapa 1
4 Julho 2010 - Roterdão - Bruxelas, 223.5 km